# Antonija Putić
Antonija Putić (Bjelovar) - hrvatska producentica, spisateljica i redateljica.

## Boje Bilogore
Projekt Boje Bilogore pokrenula je 2016., a zahvaljujući starim zapisima Zvonimira Lovrenčevića, prvog istraživača tradicijske kulture u bjelovarskom kraju čiji su etnografski zapisi temelj etnomuzikološkim i etnološkim istraživanjima u bjelovarsko-bilogorskom području. "Mitološke predaje Bilogore" Lovrenčevićevi su zapisi objavljeni 1972. U njima autor navodi mjesta koje je Putić obišla i na njima napravila fotografije koje objavljuje na Facebook profilu Boje Bilogore. Profil je izazvao velik interes, a na njemu Putić svakodnevno objavljuje fotografije nastale u selima i mjestima diljem Bilogore. Fotografije s motivima Bilogore također su objavljene u nizu medija.

## Kina nikad ne spava
Završetkom Akademije dramske umjetnosti te studija komunikologije u Zagrebu krenula je na putovanja, zbog posla, znatiželje i umjetničkog duha. Proputovala je, kako sama ističe, više zemalja nego što je planirala, a sada o njima rado piše i govori. Ništa ne zbližava ljude kao hrana – izgled, okus, miris, priprema … toliko je tema za razgovor…Posebice na tržnicama – od Zagreba, Istanbula, Pekinga, Singapura, Bangkoka do Kyota – svaka ima neku svoju posebnu draž.  
Producentica i umjetnica Antonija Putić u Kini je provela više od tri godine. Očarana dalekoistočnom kulturom i načinom življenja, piše o svojim doživljajima i neobičnim mjestima koja je posjetila, okusima koje je isprobala i receptima koje je na Dalekom istoku prikupila te pripremila. Objavila je više od 200 tekstova u digitalnim i tiskanim medijima. Stalni je kolumnist za novine Bjelovarski list (od 2014.), portal Putoholičari, Zvono i Putopisi. Povremeno objavljuje tekstove i u drugim medijima. Tekstove objavljuje i na kineskome jeziku u kineskim medijima.

## Izložbe i putopisna predavanja
U 2014. s umjetnicom Tamarom Segan Wharton postavlja izložbu “Kina nikad ne spava” koja je iste godine bila nominirana u kategoriji za najbolji projekt „Nagrade Dijana Klarić”. Izložba koju prati i putopisno predavanje te projekcija autorskog dokumentarnog filma izlagana je u galerijama, umjetničkim prostorima, foto-klubovima i knjižnicama diljem Hrvatske.
U 2025. u Centru za tradicijsku kulturnu baštinu u Zagrebu postavlja izložbu Boje Bilogore, posvetu krajoliku, svjetlu i ritmu života ove pitome regije. Kroz fotografije, predmete i tekstove prikazana je nježna svakodnevica Bilogore, njezine mijene, sela, i tradicija. Suradnik na izložbi bio je Ivan Vinković.  
U 2025. godini u Ateljeu Antolčić u Čazmi postavljena je izložba  Valjc, suvremeno istraživanje tradicijske tehnike ukrašavanja zidova pomoću valjaka. Kroz spoj fotografije i slikarstva, izložba evocira zaboravljenu estetiku seoskih domova i nježno rekonstruira obiteljske memorije. Autori izložbe su Antonija Putić i Matko Antolčić. 

## Bojana i njeni ljudi
Nekoć veliko mjesto u kojem je djelovalo folklorno društvo, tamburaški sastav i veliko udruženje vatrogasaca danas bilježi pretežno stanovništvo starije životne dobi. Mladi su odselili u gradove ili su pak odselili iz Hrvatske, u Bojanu dolaze tek ponekad. No, u Bojani živi i radi akademski slikar Franjo Matešin koji je okosnica svih filmova Antonije Putić. Prvi iz ciklusa filmova o Bojani je film "Zovu me Franjo" (2009.). Režiju, scenarij i produkciju potpisuje Antonija Putić. Film govori o svakodnevici i stvaralaštvu Franje Matešina. Film "Bojanski godišnjak" (2016.) prati pripremu lokalnih novina Bojanski godišnjak koji je godinama radio akademski slikar Franjo Matešin. Bojanski godišnjak jedini je pisani trag o događanjima u mjestu Bojana. Naime, Franjo tijekom cijele godine bilježi sve što se u Bojani događa, a svakog siječnja izrađuje godišnjak za prethodnu godinu te jedan primjerak daruje svakoj obitelji u Bojani. Film Bojanski godisnjak sniman je u potpunosti u Bojani i govori o prolaznosti vremena u mjestu – životu njegovih stanovnika, posebice onih starijih koji drugačije gledaju na današnji ritam i prolaznost vremena. Film “Koga oćeš sad” treći je koji Putić snima u Bojani i ujedno završni film ciklusa “Bojana i njeni ljudi”.
Producirala nekoliko studentskih filmova svih formi (redatelji Lonjak, Jusić, Pusic, Šeregi, Mardešić).

## Kazališni rad
Za vrijeme studija na Akademiji dramskih umjetnosti Putić surađuje s vodećim kazalištima u Hrvatskoj, te počinje raditi na kazališnim festivalima. Za produkciju festivala F.R.K.A. nagrađena je dekanovom nagradom. U rodnom Bjelovaru s glumcem Goranom Navojcem radi na BOK festu od njegovog osnutka 2003. godine. Festival je kroz godine posjetilo više od 100 tisuća ljudi, a na njemu je kroz godine sudjelovalo više od tri tisuće sudionika. 
Kao dio produkcijskog tima od 2005. radi i na Mess festivalu u Sarajevu (Bosna i Hercegovina), jednom od najvećih festivala na području bivše Jugoslavije gdje surađuje s istaknutim umjetnicima Europe i svijeta − Robert Wilson (SAD), Fernando De Ita (Meksiko), Eugenio Barba (Danska), Hristo Bojčev (Bugarska), George Banu (Francuska), Renate Klett (Njemačka), Ignacio Garcia (Španjolska), Gjergji Prevazi (Albanija), Blagoja Stefanovski (Makedonija). 
Radi i na drugim velikim festivalima - Dubrovačke ljetne igre (Hrvatska), ImPulsTanz (Austrija), Festiwal Szekspirowski (Poljska).
Surađuje s nizom uglednih kazališta - Nada Especial Tanz (Švicarska), Volksbuhne am Rosa-Luxemburg-Platz Berlin (Berlin, Njemačka), Teatro Timbre4 (Argentina), Theatro De Ciertos Habitantes (Meksiko), Babilonia Teatri (Italija), Needcompany (Belgija). Surađuje s gotovo svim narodnim kazalištima u regiji: Narodno pozorište Sarajevo (BIH), Narodno pozorište “Vojdan Černodrinski” (Makedonija), Jugoslavensko dramsko pozorište (Srbija), Crnogorsko narodno pozorište (Crna Gora), Slovensko narodno gledališće Maribor (Slovenija), Narodno kazalište Budimpešta (Mađarska), kao i velikim brojem uspješnih regionalnih kazališta poput Ateljea 212 iz Beograda i Kamernog teatra 55 iz Sarajeva.
Radila na predstavi Za dobra stara vremena u produkciji Željke Ogreste, režiji Maria Kovač. U Teatru Exit radi kao dio produkcijskog tima predstave Nemirne noge u režiji Saše Anočića. 
U 2011. seli u Belgiju gdje radi za umjetnika Ivu Dimcheva. Postaje glavni producent njegova umjetničkog prostora Volksroom, a kroz Residency at Volksroom, Volksroom studio i Gallery Volksroom u dvije godine rada za Volskroom Brussels organizira dvjestotinjak različitih događanja − performansa, predstava, izložbi, koncerata, radionica, prezentacija. Surađuje s nizom uglavnom mladih autora iz cijele Europe − Fleur Khani (Belgija), Sabine Molenaar (Nizozemska), Fernando Belfiore (Nizozemska-Brazil), MAKTUB noir (Italija), Elektromove Animation Theatre (Italija), Sonya Levin (Rusija).

## Radionice
Od 2016. za Konfucijev istitut u Zagrebu vodi radionice za osnovnoškolce pod nazivom “Ne mo’š ostat gladan u Kini”. Radionica najmlađima na zabavan i interaktivan način predstavlja kulturu i tradiciju kineske kuhinje, običaje koji su vezani uz hranu, obiteljsko okupljanje.
Dugi niz godina Antonija Putić vanjski je suradnik Doma učenika srednjih škola Bjelovar gdje vodi dramsku skupinu. Godinama oduševljavaju publiku svojim nastupima na regionalnim i državnim Domijadama. Prva mjesta osvajaju na regionalnim Domijadama u Varaždinu, Virovitici, Križevcima, Kutini, Bjelovaru. Najboljim glumcem proglašen je Filip Cesar na državnoj Domijadi 2007. u Umagu. Posebno je važna 2003. godina u kojoj premijerno prikazuju cjelovečernju predstavu za odrasle „Hotel za luđake“. Režiju i adaptaciju teksta potpisuje Antonija Putić. Dvije godine kasnije oduševljavaju publiku s predstavom za djecu „Plava boja snijega“ te ponovo predstavom za odrasle „Sabina ili oženiti se majkom“ čiju režiju i adaptaciju teksta potpisuje Putić. Predstava ima niz izvedbi, a za postignute rezultate i promicanje županije, ured Bjelovarsko-bilogorske županije dodjeljuje dramskoj skupini i voditeljici Putić zasluženo priznanje. 
Godina 2023., 2024. i 2025. nakon osvojenog 1. mjesta na regionalnoj Domijadi, njene predstave predstavljene su i na Držvanoj Domijadi u Rovinju. 